# Monasterio de Santa María del Valle
El monasterio de Santa María del Valle (o de Nuestra Señora del Valle o Santa María de Fuencaliente) fue un monasterio cisterciense femenino, ya desaparecido, que estaba situado en la localidad de Fuencaliente del Burgo, provincia de Soria.

## Historia
Tras la conquista del valle del Tajo, el poblamiento del flanco oriental de la Meseta del Duero se consolidó. En este ambiente, muchas localidades fueron naciendo, consolidándose y creciendo muchas (entre ellas, Fuencaliente, que debe su nombre a que cerca de ella se encuentra el pequeño manantial termal de La Ermita). 
En 1176, siendo Nuño Pérez III señor de Fuentearmegil, Urraca de Avellaneda fundó un monasterio de monjas bernardas en el lugar soriano de Fuencaliente del Burgo haciendo uso de las rentas y donaciones obtenidas tras el fallecimiento de su esposo. Entre los bienes con que se fundó la abadía, sobresalían las fincas situadas en el término municipal de Fuentearmegil, llamadas «El monte Carrascal» y «La Dehesa de la Laguna Hermosa» (actualmente denominada «La Gulinosa»), que abarcaban, junto con otras propiedades, los pueblos de Fuencaliente, Ribalba, Santervás y Zayuelas.
Urraca de Avellaneda, familiar de los más tarde condes de Castrillo, de había estado casada con un hijo de Lope Díaz de Haro, señor de Vizcaya y ascendiente directo de los [[Condado de condes de Miranda del Castañar y duques de Peñaranda de Duero, y de ese linaje procedían las propiedades con que fundó el monasterio.
Pocos años después de la fundación de Urraca, en 1199, la abadía se integró en la congregación que, teniendo como cabeza al monasterio de las Huelgas de Burgos, compusieron, además de Fuencaliente, también Torquemada, Gradefes, Carrizo, Perales, San Andrés de Arroyo y monasterio de Cañas.
Fuencaliente se integró en la congregación después de que el rey Alfonso VIII quisiera hacer de Las Huelgas, fundadas en 1187, cabeza y matriz de todos los conventos femeninos cistercienses de Castilla y de León. Perales, Gradefes y Cañas, que habían sido fundados antes, pusieron serios problemas y mostraron su frontal oposición a su integración: no aceptaban como cabeza rectora un monasterio recién fundado, considerando que todos debían prestar obediencia, como filiales que eran, al monasterio de Santa María de la Caridad de Tulebras, en (Navarra), primera abadía de monjas bernardas españolas fundado en 1157. 
La iglesia monacal era de estilo románico, con una capilla lateral a la altura del ábside dedicada a Santa Cecilia, con pila bautismal, motivo canónico para que el cura de Fuentearmegil, a cuya jurisdicción parroquial pertenecía Fuencaliente, reclamara ante la Audiencia Episcopal de Osma una parte proporcional a los diezmos del lugar.
Urraca desempeñó el cargo de abadesa hasta 1211, aconteciendo durante su mandato dos hechos dignos de mencionar. El primero relacionado con el convento de Santa María La Real de Las Huelgas (Burgos), al que pasaron a formar parte de su comunidad algunas monjas profesas de Fuencaliente. Y el segundo, fechado en 1189, integraba este monasterio al de Las Huelgas a instancias del rey Alfonso VIII, quien con permiso de la Orden, veía cumplido su propósito de constituir al monasterio burgalés en cabeza jerárquica de cuantos cistercienses de monjas existían en Castilla y en León.
El monasterio de Fuencaliente adquirió poder y riqueza en la comarca, pues contó con la abadía filial de Santa Tosia, en Arauzo de Torre, documentada desde el 16 de agosto de 1250 en la documentación del monasterio de Caleruega. Un siglo después, a mediados del siglo XIV, el Becerro de las Behetrías volvió a documentarla. 
En 1352, los dominios del monasterio de Santa María de Fuencaliente se extendían por Fuentearmegil, Fuencaliente del Burgo, Ribalba, Santervás del Burgo, Zayas de Santa María (Zayuelas), Rabanera del Pinar, Coruña del Conde y Zayas de la Torre. El dominio del monasterio se extendía también a la localidad de Asturianos, cercana a la ciudad de Burgos.
Estos momentos de esplendor del monasterio, se vieron eclipsados por sus escasos recursos económicos, hasta tal punto que en 1394 el cardenal Guillermo, legado pontificio en España, anexionó al convento las rentas del monasterio de Santa Tosia (Santa Teodosia) situado cerca de Arauzo de Torre (y no de Santo Domingo de la Calzada, como algunos trabajos afirman), así como a sus monjas, pero esta agregación no solucionó el problema económico.
Pocos años después, se produjo un pleito entre las monjas del monasterio y el Concejo de Fuentearmegil, el cual terminó por sentencia de revista que causó la ejecutoria dictada por la Real Chancillería de Valladolid, declarando su principal cuestión a favor de los vecinos de Fuentearmegil, otorgándoles la roturación del prado de los «caballos» y el de «Guadaña».
En 1437 la abadesa María González de Avellaneda se vio obligada a vender en la Merindad de Can de Nuño la finca de Asturianos, con objeto de obtener fondos para resolver la penosa situación por la que atravesaban, que se agravó el 13 de noviembre de 1543, al ratificar la Real Chancillería de Valladolid la sentencia emitida en el anterior pleito entre las monjas y el Concejo de Fuentearmegil, que, a su vez, el 28 de mayo de 1565 otorgaría la posesión de estas fincas al pueblo, a las que se añadirían las obtenidas en 1560 al demandar el Concejo de Fuentearmegil al de la Mesta de Aranda de Duero, fallándose por el Supremo Consejo a favor de los vecinos de Fuentearmegil y sus aldeas, que a partir de esta sentencia «podrían roturar por se dé su pertenencia los términos baldíos dentro de su jurisdicción». 
La familia Avellaneda tuvo tal poder en la comarca a lo largo del siglo XV que Ruy González de Avellaneda quiso fundar un monasterio Jerónimo en Aranda de Duero, y de no poder allí, se hizo donde la orden dispuso, en Valladolid (Nuestra Señora del Parado). Este, además de residencia de los frailes, sirvió de aposento real, en especial a la reina Isabel la Católica, que protegió y financió las transformaciones del monasterio, y en el siglo XVIII fue una de las abadías más populosas de Valladolid.
En 1483, siendo abadesa Catalina de Padilla, era priora Mencía Velázquez, sopriora Juana Carrillo, cantora María de Arens y sacristana María de Tordómar.
En 1550 un incendio redujo a ruinas el monasterio, siendo reconstruido a petición de su abadesa María por el obispo Pedro de Acosta, que, a su vez, lo dotó con nuevas rentas, pero su fin estaba próximo y en 1585 el obispo de Osma. Sebastián Pérez «atendiendo a los inconvenientes que había estando en despoblado, inclinó y redujo a las monjas a que pasasen a la Villa de Aranda». 
Las monjas se llevaron la imagen de la Virgen del Valle y los restos de los Avellaneda que habían sido enterrados en el convento de Fuencaliente. 
Con el monasterio también desapareció el pueblo de Ribalva.
En 1725 las posesiones pertenecientes al monasterio de Fuencaliente fueron heredadas por Luis Felipe de Guevara, esposo de la duquesa de Nájera, que fundó un mayorazgo y constituyó un censo enfitéutico a favor del Concejo de Fuentearmegil el 2 de abril de 1728.
A finales del siglo XVIII, las ruinas de la abadía de Fuencaliente fueron saqueadas por Juan García de Villamayor.
Actualmente, sus ruinas pueden verse en el cementerio de Fuencaliente mezcladas con las sepulturas.

## Abadesas
- Urraca de Avellaneda (1176-1211)
- María Antolínez (en 1241)
- Mayor Sánchez de Villegas (en 1358)
- María González de Avellaneda (en 1437)
- Catalina de Padilla (en 1483)
- María (en 1550).